# Славец
Славец (слч. Slavec) насељено је мјесто са административним статусом сеоске општине (слч. obec) у округу Рожњава, у Кошичком крају, Словачка Република.

## Становништво
| Година:    | 1994. | 2004.   | 2014.   | 2024.   |
| ---------- | ----- | ------- | ------- | ------- |
| Број људи: | 491   | 471     | 460     | 467     |
| Разлика:   |       | -4,07 % | -2,33 % | +1,52 % |

| Година:    | 2023. | 2024.   |
| ---------- | ----- | ------- |
| Број људи: | 459   | 467     |
| Разлика:   |       | +1,74 % |

Према подацима о броју становника из 2011. године насеље је имало 471 становника.